# بطولة ويمبلدون 1962
قائمة ببطولات ويمبلدون لسنة 1962:

## فردي رجال
رود لافر هزم  مارتي موليغان. النتيجة: 6-2 6-2 6-1

## فردي سيدات
كارين هانتز سوسمان هزمت  فيرا بوسيوفا سوكوفا. النتيجة: 6-4, 6-4